# Nellingen
Nellingen – miejscowość i gmina w Niemczech, w kraju związkowym Badenia-Wirtembergia, w rejencji Tybinga, w regionie Donau-Iller, w powiecie Alb-Donau, wchodzi w skład związku gmin Laichinger Alb. Leży w Jurze Szwabskiej, ok. 22 km na północny zachód od Ulm, przy autostradzie A8.

## Galeria

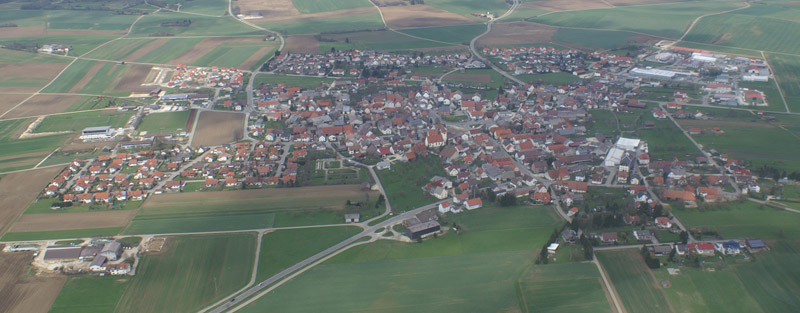
Nellingen z lotu ptaka
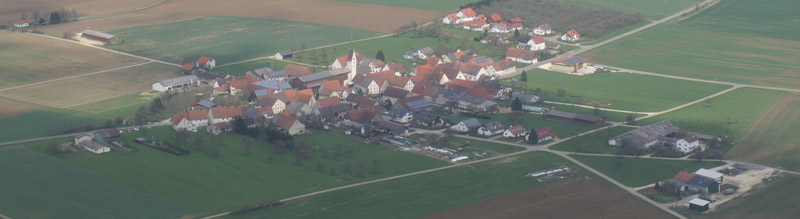
Oppingen z lotu praka
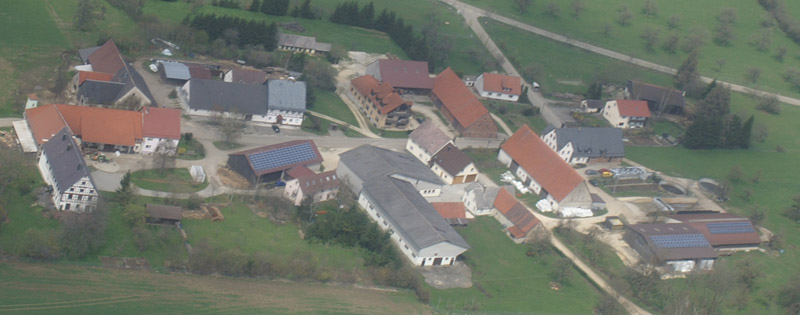
Aichen z lotu ptaka
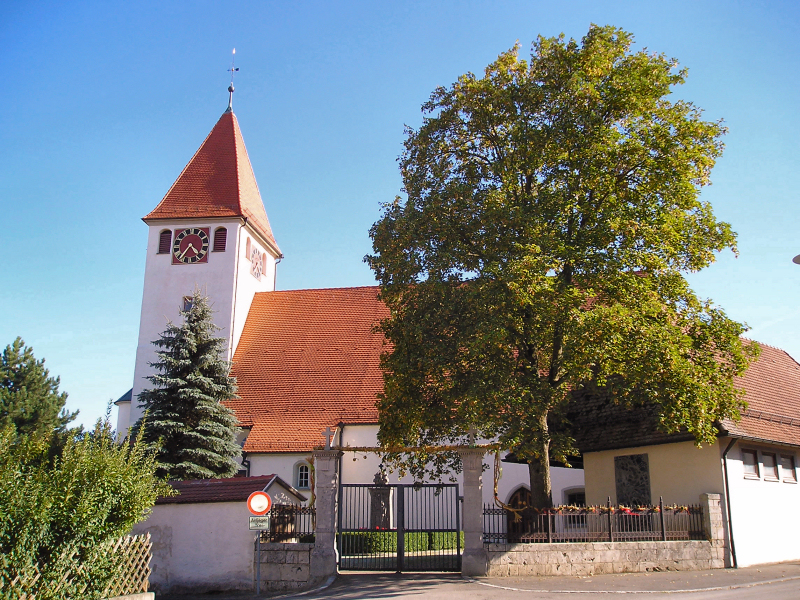
Kościół św. Andrzeja (St. Andreas)